# استان نخجوان
استان نخجوان (انگلیسی: Nakhchivan Economic Region) (به ترکی آذربایجانی: Naxçıvan iqtisadi rayonu) یکی از ۱۴ منطقه اقتصادی کشور جمهوری آذربایجان است. این منطقه از جنوب با ایران، از غرب با ترکیه و از شمال و شرق با ارمنستان هم‌مرز است. این استان تمامی مناطق جمهوری خودمختار نخجوان را در بر می‌گیرد و شامل شهرستان‌های بابک، جلفا، کنگرلی، اردوباد، صدرک، شاهبوز، شرور و شهر نخجوان است. مساحت آن ۵۵۰۰ کیلومتر مربع (۲۱۰۰ مایل مربع) است. جمعیت آن در ژانویه ۲۰۲۱، ۴۶۱.۵ هزار نفر برآورد شده است.